# Ivan Lönnberg (arkitekt)
Carl Ivan Lönnberg, född 11 november 1882 i Malmö, död där 7 augusti 1965, var en svensk arkitekt.
Lönnberg, som var son till arkitekt August Lönnberg och Alvina Öfström, studerade vid högre allmänt läroverk 1891–1896 och vid tekniskt läroverk 1898–1901. Han företog studieresor i Nordtyskland 1929 och i Sydtyskland 1931. Han var anställd på privata arkitektkontor, bland annat hos fadern, 1903–1913, vid domkyrkoarkitektkontoret  hos Theodor Wåhlin i Lund 1914–1916, vid stadsarkitektkontoret i Malmö 1917–1933 och bedrev egen arkitektverksamhet från 1933. Han var ledamot av Södra Sveriges Byggnadstekniska Samfund från 1930 och ordförande i Malmö fastighetsägareförening från 1948. Ivan Lönnberg är begravd på Gamla kyrkogården i Malmö.